# Джафаров, Джафар Гашум оглы
Джафар Гашум оглы Джафаров (азерб. Cəfər Haşım oğlu Cəfərov; 20 сентября 1914, Баку — 1973) — азербайджанский советский театровед и литературовед, доктор искусствоведения (1962), член-корреспондент АН Азербайджанской ССР (1963), Заслуженный деятель искусств Азербайджанской ССР (1972). Участник Великой Отечественной войны 1941‒45.
В 1937 году окончил факультет языка и литературы Московского педагогического института. C 1943 года был членом КПСС. С 1959 года работал заведующий отделом театра и кино Института архитектуры и искусства Академии наук Азербайджанской ССР. С 1967 по 1971 год Джафаров был секретарём ЦК КП Азербайджанской ССР. Основные труды Джафара Джафарова посвящены азербайджанскому театреу и драматургии, истории эстетической мысли в Азербайджане.
В 1972 году удостоен звания Заслуженного деятеля искусств Азербайджанской ССР. Скончался в Баку. Похоронен на Аллее почётного захоронения.

## Сочинения
- Əсəрлəри, ч. 1‒2. — Бакы, 1968; в рус. пер. ‒ Соч., т. 1‒2. — Баку, 1969‒70;
- Азербайджанский государственный театр им. М. Азизбекова. — М., 1951;
- Азербайджанский драматический театр. — Баку, 1962;
- Искусство режиссёра. — Баку, 1969.